# Pavel Polean
Pavel Markovici Polean (în rusă Па́вел Ма́ркович Поля́н; n. 31 august 1952, Moscova, RSFS Rusă, URSS) este un geograf și demograf sovietic și rus, care s-a afirmat și ca publicist, scriitor și critic literar. (Operele literare sunt publicate în marea lor majoritate sub pseudonimul Pavel Nerler).

## Activitatea ca geograf și istoric
În 1974, Pavel Polean a absolvit Facultatea de Geografie a  Universității de Stat din Moscova, apoi a absolvit o formă de studii postuniversitare la Institutul de Geografie al Academiei de Științe a URSS, al cărui membru a și devenit în cele din urmă. În 1980 și-a susținut lucrarea „Cadrul de referință al recolonizării și cele mai importante elemente nodale și liniare ale sale: exemplul regiunii Caucazului” pentru titlul de „candidat în științe”, iar  în 1998 a susținut o disertație pentru gradul de doctor în științe geografice cu tema „Geografia migrației forțate în URSS”.
Pavel Polean  este profesor al Universității de Stat din Stavropol. A colaborat la proiectul  „Munca forțată în Köln” al Centrului de documentare a național-socialismului al orașului Köln .
În anii 1970 și 1980, temele principale ale lucrărilor științifice ale lui Polean au fost așezările de tip urban, legăturile de transport și demografia orașelor. Începând cu  mijlocul anilor 1980, el a fost preocupat de istoria și geografia migrației populației și, în particular, a colonizărilor forțate în Uniunea Sovietică. În 1991-1993 a lucrat în Germania, unde a colectat materiale despre soarta „muncitorilor răsăriteni”. Pavel Polean este autor sau coautor a peste 200 de publicații științifice. 
În anii 1970, Pavel Polean (care a luat pseudonimul Nerler după râu Nerl) a frecventat de grupul poetic „Ora Moscovei” și studioul literar al Universității de Stat din Moscova „Raza” . Polean este președinte al „Societății Mandelștam” de pe lângă Universitatea Umanitară de Stat din Rusia. El a lucrat la editarea lucrărilor Osip Mandelștam și este autorul unor lucrări biografice despre Mandelștam. El  este autorul a două colecții de poezii nepublicate (una dintre ele însă, „Grădina Botanică” scrisă în 1998, este postată pe internet).
De asemenea, a publicat și a comentat manuscrisele găsite și păstrate ale membrilor unităților de muncă din lagărul⁠(d)  Auschwitz-Birkenau Leib Langfus⁠(d) și Zalman Gradowski⁠(d).

## Activitatea publicistică
Pavel Polean a scris un număr mare de articole jurnalistice, este editorul unei colecții de memorii ale prizonierilor de război evrei sovietici care au trecut prin sistemul lagărelor de concentrare germane. El a publicat de asemenea o serie de articole despre viața imigranților evrei din fosta URSS în Germania, Israel și Statele Unite.

## Cărți

### Monografii
- Полян, Павел (1985). Кибальчич О. А [Kibalcici O. A] (în rusă). Москва: Проблемы современной урбанизации. Академия наук СССР, Московский филиал Географического общества СССР.
- Методика выделения и анализа опорного каркаса расселения. — Москва, 1988.
- Полян, Павел (1989).  Э. М. Мурзаев; Академия наук СССР, ed. Вениамин Петрович Семёнов-Тян-Шанский (1870—1942) [Veniamin Petrovici Semionov-Tian-Șanski (1870-1942)] (în rusă). Наука. p. 128. ISBN 5-02-002612-3.
- Ахаминов А. Д., Полян П. М. Проблемы горного хозяйства и расселения. Информационно-издательский центр Госкомстата СССР, 1990.
- Нерлер, Павел (1994). «С гурьбой и гуртом…»: хроника последнего года жизни О. Э. Мандельштама (în rusă). Москва: Радикс. ISBN 9785864630419.
- Нерлер Павел Маркович; Мандельштам Осип Эмильевич (1994). Осип Мандельштам в Гейдельберге [Osip Mandelștam în Heidelberg] (în rusă). Москва: Арт-Бизнес-Центр.
- Полян, Павел (1996). Жертвы двух диктатур: Советские военнопленные и остарбайтеры в Третьем рейхе и их репатриация [Victimele a două dictaturi: prizonierii de război sovietici și muncitorii din est în al treilea Reich și repatrierea lor] (în rusă). Москва: ВАШ ВЫБОР ЦИРЗ. p. 442. ISBN 5-89002-008-0. republicat ca  Полян, Павел (2002). Жертвы двух диктатур: Жизнь, труд, унижение и смерть совет. военнопленных и остарбайтеров на чужбине и на родине» в увеличенном до 894 стр. объёме [Victimele a două dictaturi: sfaturi de viață, muncă, umilire și moarte. prizonieri de război și Ostarbeiters într-o țară străină și acasă] (în rusă). Москва: ВАШ ВЫБОР ЦИРЗ. p. 894. 5-8243-0130-1.
- "Вестарбайтеры". Интернированные немцы в СССР (предыстория, история, география) / Учебное пособие для спецкурса. Ставрополь—Москва: Изд-во СГУ, 1999. 48 pp; Вестарбайтеры. Интернированные немцы на советских стройках // Родина. 1999. No. 9. pp. 21–25;
- Нефёдова Т. Г., Полян П. М., Трейвиш А. И. (2001). Город и деревня в Европейской России: сто лет перемен [Oraș și sat în Rusia europeană: o sută de ani de schimbare] (în rusă). Москва: ОГИ. ISBN 5-94282-030-9.
- Полян, Павел (2001). Не по своей воле...История и география принудительных миграций в СССР [Împotriva voinței lor... O istorie și geografie a migrației forțate în URSS] (în rusă). Москва: ОГИ Мемориал. ISBN 5-94282-007-4.[nefuncțională]
- Polean, Pavel (2004). Against Their Will: The History and Geography of Forced Migrations in the USSR [Împotriva voinței lor... O istorie și geografie a migrației forțate în URSS] (în engleză). Budapest: Central European University Press. p. 444. ISBN 978-9639241732.
- Полян, Павел; Шнеер, Ильич. Обречённые погибнуть (în rusă). Москва: Новое издательство. ISBN 5983790692.
- Альфред Кох, Павел Полян (2008). Отрицание отрицания, или Битва под Аушвицем. Дебаты о демографии и геополитике Холокоста [Negarea negației, sau Bătălia de la Auschwitz. Dezbatere despre demografia și geopolitica Holocaustului] (în rusă). Москва: Три квадрата. p. 388. ISBN 978-5-94607-105-5.
- Полян, Павел (2010). Между Аушвицем и Бабьим Яром. Размышления и исследования о Катастрофе [Între Auschwitz și Babi Yar. Reflecții și cercetări asupra Holocaustului] (în rusă). РОССПЭН. p. 583. ISBN 978-5-8243-1504-2.
- Видгоф Л. М.; Полян П. М. Прогулка по мандельштамовской Москве: карта-экскурсия [O plimbare prin Moscova lui Mandelstam: o excursie pe hartă] (în rusă). Мандельштамовское общество.
- Нерлер, Павел (2010). Слово и «Дело» Осипа Мандельштама: книга доносов, допросов и обвинительных заключений [Cuvântul și „Afacerea” lui Osip Mandelștam: o carte de denunțuri, interogatorii și rechizitorii] (în rusă). Москва.
- Нерлер, Павел (2012). Осип Мандельштам и Америка [Osip Mandelștam și America] (PDF) (în rusă). Москва: Вердана. ISBN 978-5-901439-48-7.
- Полян, Павел (2013). Свитки из пепла. Еврейская «зондеркоммандо» в Аушвице-Биркенау и её летописцы [Pergamente de cenușă. „Sonderkommando”-ul evreiesc din Auschwitz-Birkenau și cronicarii săi] (PDF) (în rusă). Москва – Ростов-на-Дону: Феникс. ISBN 978-5-222-22090-0.
- Нерлер, Павел (2014). Con amore: Этюды о Мандельштаме [Con amore: Studii despre Mandelstam] (PDF) (în rusă). Москва: Новое литературное обозрение. p. 856. ISBN 978-5-4448-0162-8.
- Полян, Павел (2014). Территориальные структуры — урбанизация — расселение: теоретические подходы и методы изучения [Structuri teritoriale - urbanizare - relocare: abordări teoretice și metode de studiu] (în rusă). Москва: Новый Хронограф. p. 788. ISBN 978-5-94881-224-3.
- Полян, Павел (2016). Историомор, или Трепанация памяти. Битвы за правду о ГУЛАГе, депортациях, войне и Холокосте [Historiomor sau Trepanarea memoriei. Bătălii pentru adevărul despre Gulag, deportări, război și Holocaust] (în rusă). Москва: АСТ. p. 624. ISBN 978-5-17-098145-8.
- Полян, Павел (2018). Жизнь и смерть в аушвицком аду [Viață și moarte în iadul de la Auschwitz] (în rusă). Москва: АСТ. p. 640. ISBN 978-5-17-109487-4.
- Полян, Павел (2017). Географические арабески: пространства вдохновения, свободы и несвободы [Arabescuri geografice: spații de inspirație, libertate și non-libertate] (în rusă). Москва: ИКАР. ISBN 978-5-7974-0579-5.
- Nerler, Pavel (2017). Ossip Mandelstams letzte Jahre: Verfemmung, Verbannung und Tod eines Dichters. 1932-38 [Ultimii ani ai lui Ossip Mandelștam: ostracizarea, alungarea și moartea unui poet. 1932-38] (PDF) (în germană). Ferdinand Schöningh. ISBN 978-3-506-78530-5.

### Compilații și comentarii
- Составление и примечания Павла Нерлера, ed. (1987). О. Э. Мандельштам. Слово и культура: о поэзии, разговор о Данте, статьи, рецензии [O. E. Mandelștam. Cuvânt și cultură: despre poezie, discuții despre Dante, articole, recenzii] (în rusă). Москва: Советский писатель.
- Мандельштам, Осип (1990).  Составитель П. М. Полян, ed. Сочинения в 2-х тт [Opera în două volume] (în rusă). Москва: Художественная литература. ISBN 5-280-00560-6.

- Мандельштам, Осип (1990).  Г. Маргвелашвили, П. Нерлер,  И. Семенко, ed. Стихотворения, переводы, очерки, статьи [Poezii, traduceri, eseuri, articole] (în rusă). Тбилиси: Мерани.
- Лившиц, Бенедикт (1989).  составление Е. К. Лившиц и П. М. Нерлера, ed. Полутораглазый стрелец: Стихотворения, переводы, воспоминания [Săgetător cu un ochi și jumătate: Poezii, traduceri, memorii] (în rusă). Ленинград: Советский писатель. p. 720. ISBN 5-265-00229-4.
- Мандельштам, Осип (1991).  П. М. Нерлер, ed. Избранное [Favorite] (în rusă). Москва: Интерпринт. p. 384. ISBN 978-5-04-118614-2.
- П. Нерлер, О. Лекманов, ed. (1991). Сохрани мою речь. Мандельштамовский сборник [Salvează-mi discursul. Colecția Mandelștam] (PDF) (în rusă). Москва: Обновление.
- Мандельштам, Осип (1994).  П. Нерлер, А. Никитаев, ed. Стихи и проза 1930—1937 [Versuri și proză 1930 – 1937] (în rusă). 3. Москва: Арт-Бизнес-Центр.
- Мандельштам в Воронеже [Mandelștam în Voronej] (PDF) (în rusă). Москва. 2008. ISBN 978-5-902428-03-9.
- П. Нерлер, ed. (2008). Ясная Наташа . Осип Мандельштам и Наталья Штемпель [Buna Natașa. Osip Mandelștam și Natalia Ștempel] (PDF) (în rusă). Москва: Кварта. ISBN 978-5-89609-112-7.
- П. Нерлер, ed. (2008). Надежда Мандельштам. Об Ахматовой [Nadejda Mandelștam. Despre Ahmatova] (PDF) (în rusă). Москва: Три квадрата. ISBN 978-5-94607-104-1 Verificați valoarea |isbn=: checksum (ajutor).
- П. Нерлер, Н. Поболь, Д. Полищук Художник М. Гуров, ed. (2008). Угль, пылающий огнём... Воспоминания о Мандельштаме, стихи, статьи, переписка [Cărbuni arzând cu flacără... Amintiri despre Mandelstam, poezii, articole, corespondență] (PDF) (în rusă). Москва: Российский государственный гуманитарный университет. ISBN 978-5-7281-0925-9.
- П. Нерлер, ed. (2009). Oсип Мандельштам и Урал: стихи, воспоминания, документы [Osip Mandelștam și Uralii: poezii, memorii, documente] (PDF) (în rusă). Москва: Петровский парк. ISBN 978-5-901473-29-0.
- Градовский, Залман (2011).  П. Нерлер, ed. В сердцевине ада. Записки, найденные в пепле возле печей Освенцима [În inima iadului. Însemnări găsite în cenușa de lângă cuptoarele de la Auschwitz] (în rusă). Москва: Гамма-Пресс. ISBN 978-5-9612-0027-0.
- Чиров, Дмитрий Трофимович.  Б. Штельцль-Маркс, П. Полян, ed. Средь без вести пропавших: воспоминания советского военнопленного о Шталаге XVII «Б» Кремс-Гнайксендорф, 1941—1945 гг [Printre dispăruți: amintirile unui prizonier de război sovietic despre Stalag XVII „B” Krems-Gneixendorf, 1941-1945] (în rusă). Москва: РОССПЭН. ISBN 9785824313796.
- Лазерсон Виктор; Лазерсон-Ростовская Тамара (2011).  В. Лазерсон, П. Полян, ed. Записки из Каунасского гетто. Катастрофа сквозь призму детских дневников [Note din ghetoul din Kaunas (Catastrofa prin prisma jurnalelor copiilor)] (în rusă). Москва: Время. ISBN 978-5-9691-0690-1.

### Poezii
- Нерлер, Павел (1998). Ботанический сад. Книга стихов [Grădina botanică. Carte de versuri] (PDF) (în rusă). Москва: Арт-Бизнес-Центр. p. 152. ISBN 5-7287-0152-3.
- Нерлер, Павел (2013). Високосные круги: Стихи 1970—2012 гг (în rusă). Москва: Водолей. ISBN 978-5-91763-153-0.